# Сухоровский, Марцелий Гаврилович
Марце́лий Гаври́лович Сухоро́вский (1840, Королевство Галиции и Лодомерии — 26 февраля [10 марта] 1908, Санкт-Петербург) — русский живописец польского происхождения, последователь «позднего академизма», видная фигура в петербургской живописи пореформенной эпохи; мастер салонных ню и портрета. Академик Императорской Академии художеств (с 1874).

## Биография
Родился в Галиции (Австро-Венгрия) в 1840 году. Переселился в Россию.
В 1858 году поступил в Императорскую Академию художеств в Санкт-Петербурге. Во время обучения в Академии был награждён двумя малыми серебряными медалями за этюды, в 1866 — большой серебряной медалью за рисунок. Окончил Академию в 1868 году со званием художника III степени.

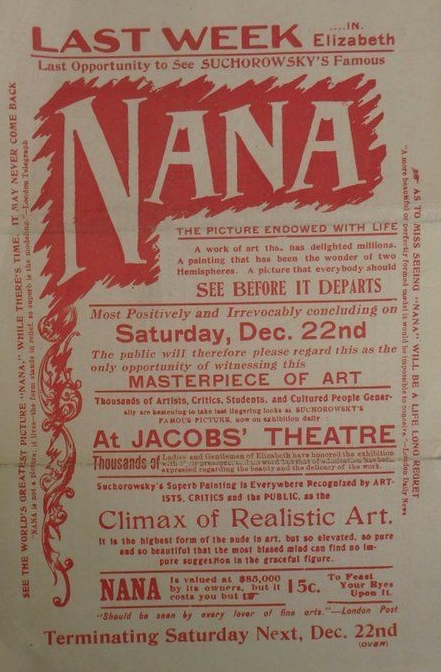
Листовка с рекламой выставки картины «Нана» (1894)

Работал как портретист. В 1872 году был удостоен звания классного художника I степени за портрет госпожи Раппопорт. В 1874 году избран академиком за портрет княгини Голицыной и ряд других произведений.
Долгое время не пользовался известностью. Однако, когда в 1880 году был опубликован роман Эмиля Золя «Нана» о жизни французской кокотки, ставший чрезвычайно популярным, Сухоровский написал одноимённую картину в жанре ню. Картина имела необыкновенный успех, принесла ему имя и состояние, хотя некоторые стали называть Сухоровского «порнографом». Сухоровский возил «Нану» по городам России, а также выставлял картину за границей. Выставка картины сопровождалась особым освещением, музыкой, драпировками и различными предметами обстановки; например, на бархатном ковре у рамы картины были небрежно брошены атласные розовые туфли. Картина была продана английскому промышленнику и считается самой дорогой русской картиной. Позже подобные выставки Сухоровский повторял и для других своих картин.
Тем не менее, неудачи преследовали Сухоровского почти всю жизнь; его состояние было подорвано крупными катастрофами (пожары) и болезнями. Свою последнюю картину — «Дочь Нана» — писал в тяжёлом и угнетённом состоянии, возлагая на неё последние надежды.
Скончался 26 февраля 1908 года от инфаркта. Похоронен на Никольском кладбище Александро-Невской лавры (15-я дор.).
В 1909 году в Петровском пассаже открылась посмертная выставка Сухоровского, где публике была продомонстрирована картина «Дочь Нана».

## Образ в литературе
Упомянут в ранней редакции рассказа А. П. Чехова «Произведение искусства».

## Известные картины
- «Портрет юной красавицы» (1868)
- «Портрет неизвестного (из семьи графов Олсуфьевых)» (1875)
- «Портрет девочки» (1880)
- «Нана» (1881)
- «Марица» (1886)
- «Портрет госпожи Раппопорт»
- «Портрет княгини Голицыной»
- «Мария Магдалина»
- «Сон наяву»
- «Пленница в гареме»
- «Художник за работой» (1900)
- «Довольная жизнью» (1903)
- «Девушка на кухне» (1904)
- «Портрет женщины»
- «Девушка с веером» (1906)
- «Дочь Нана» (1908)

Примеры работ М. Г. Сухоровского
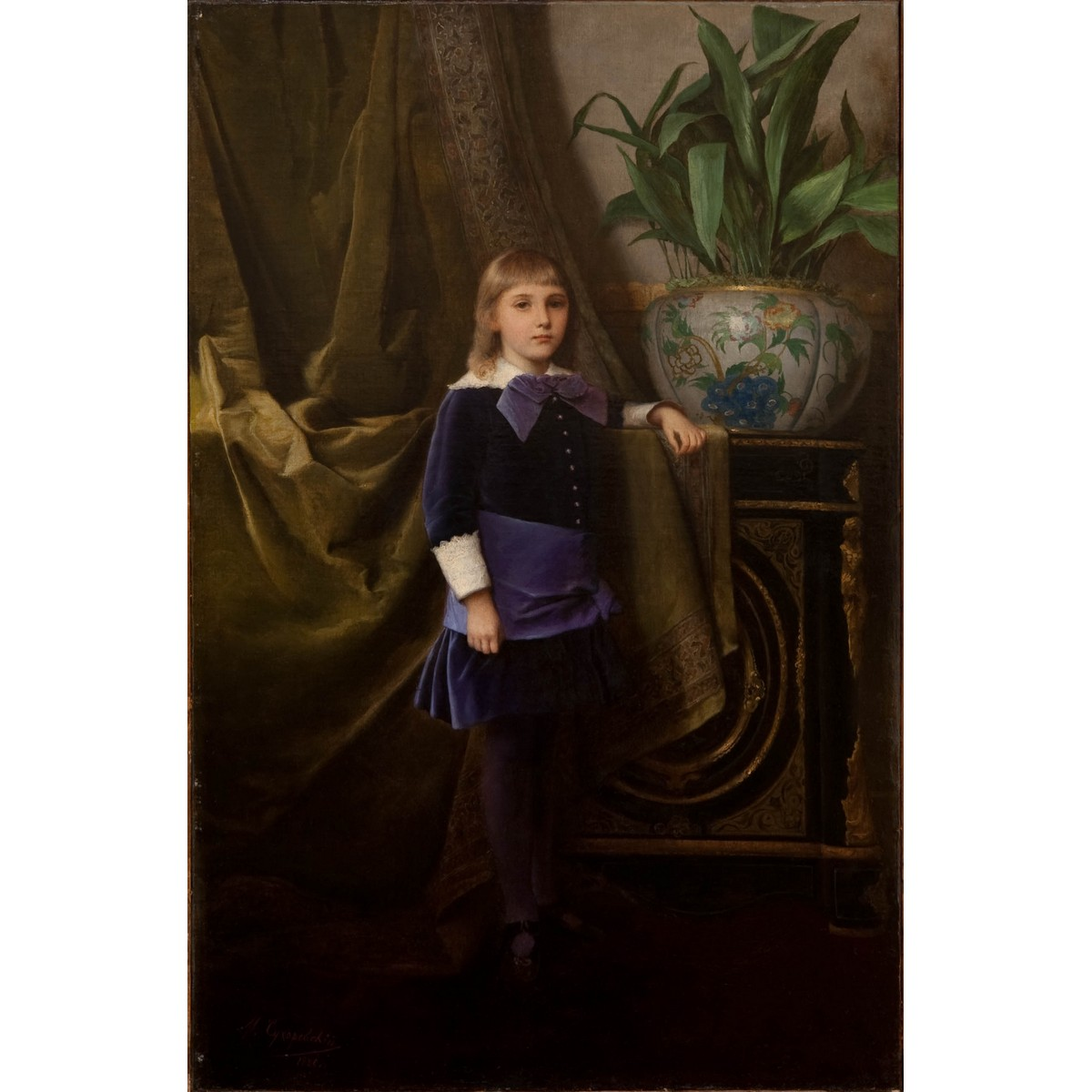
Портрет девочки (1880)
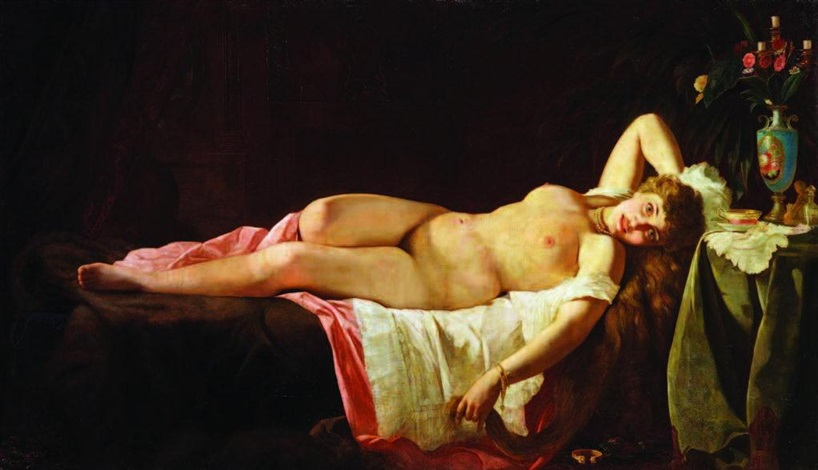
Нана (1881)
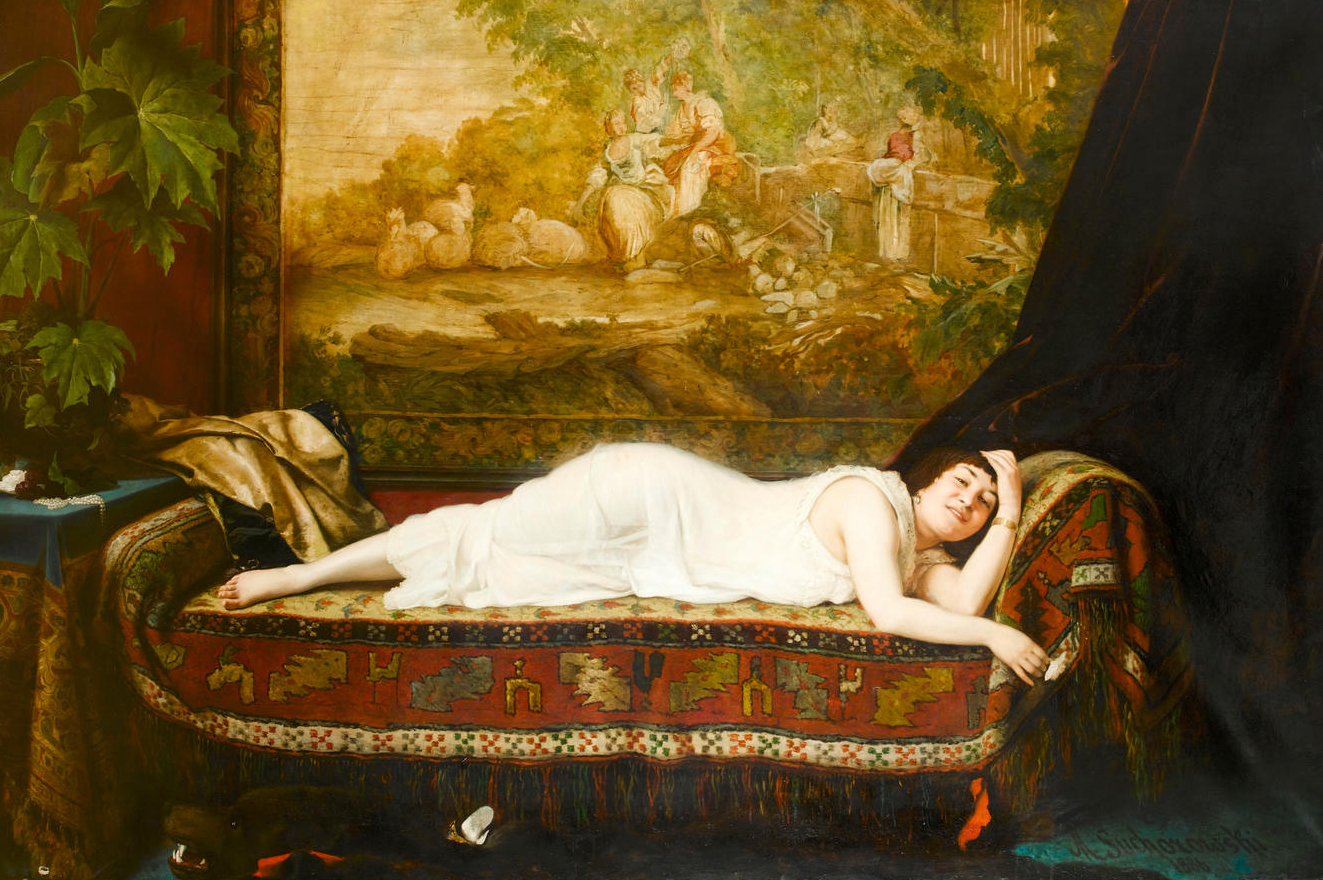
Марица (1886)
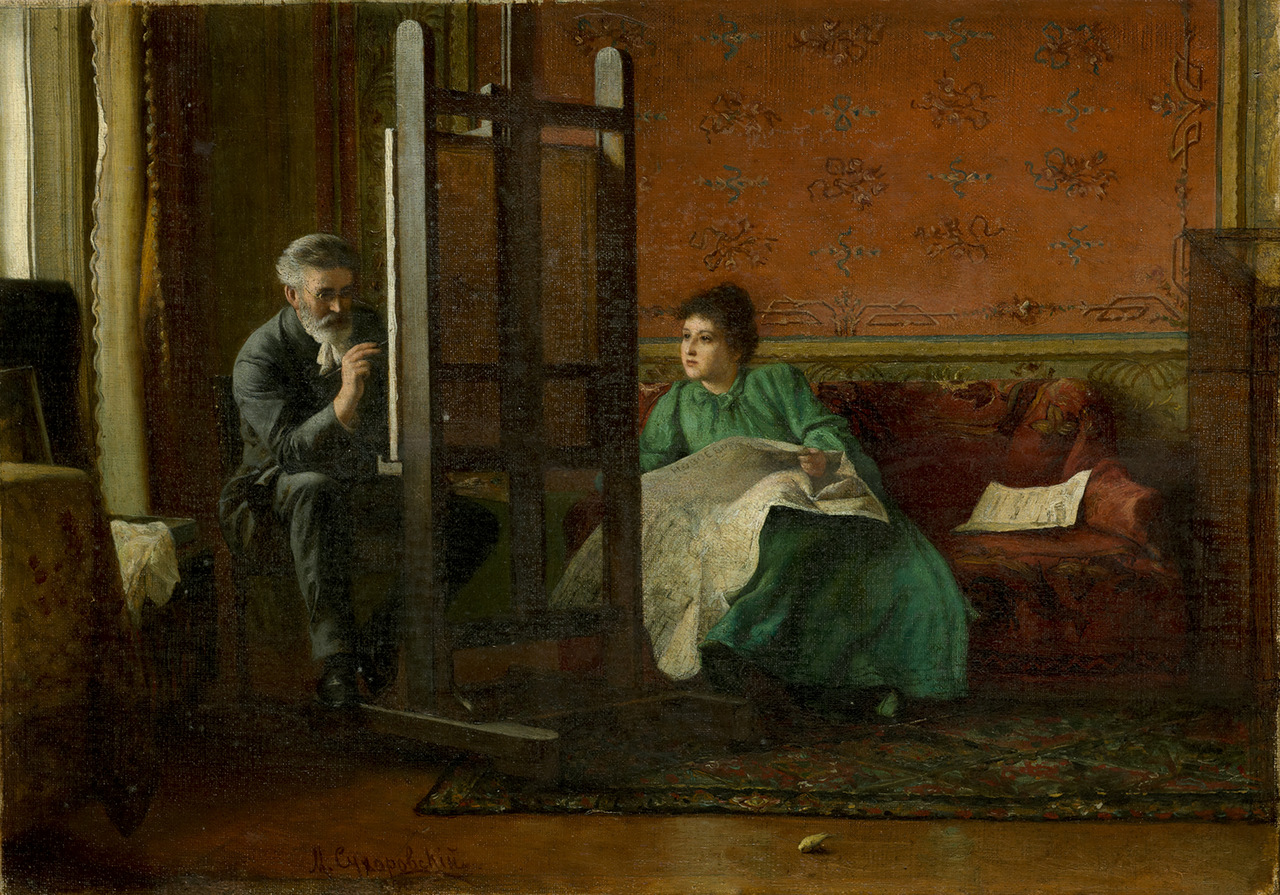
Художник за работой (1900)
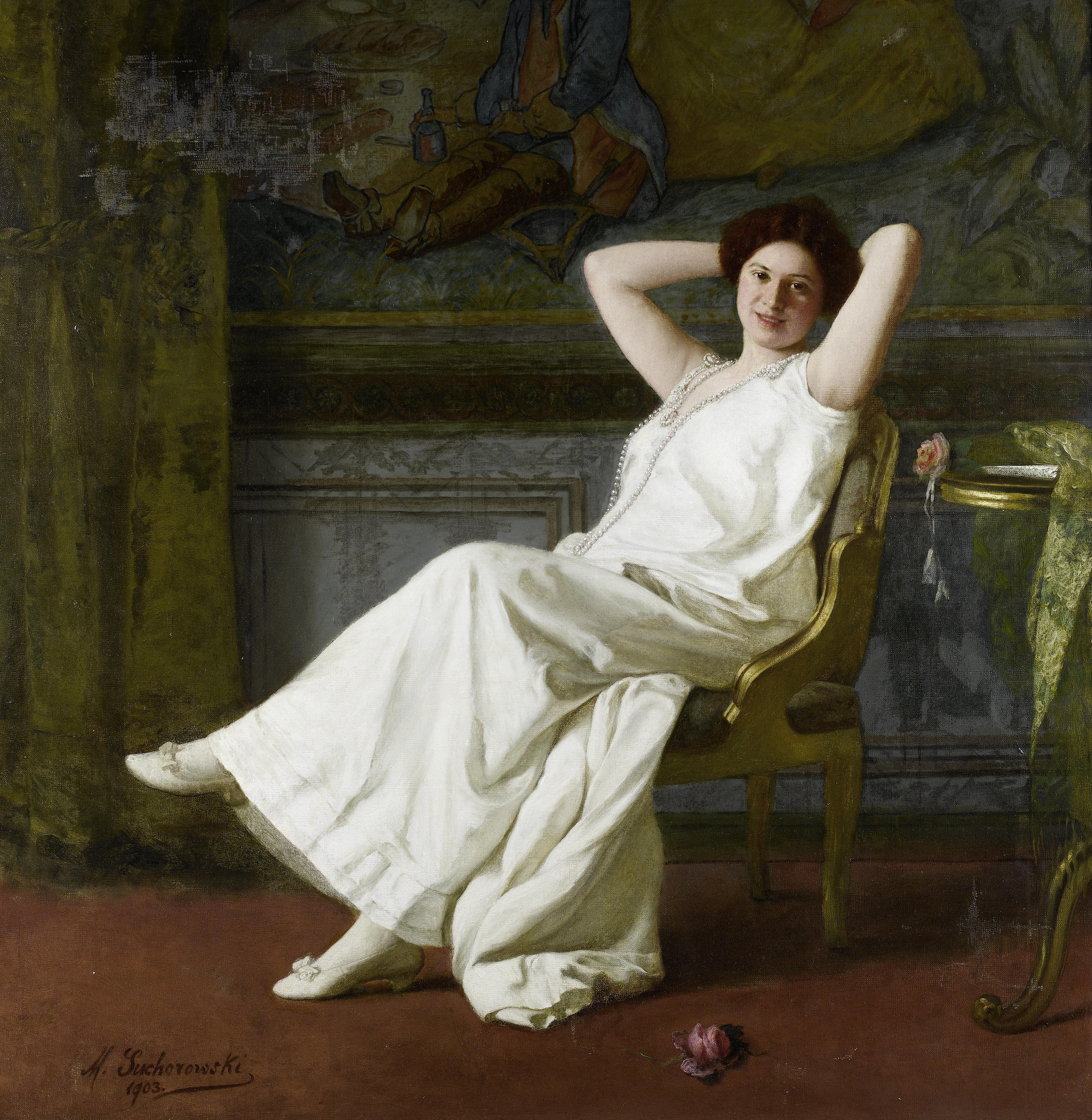
Довольная жизнью (1903)
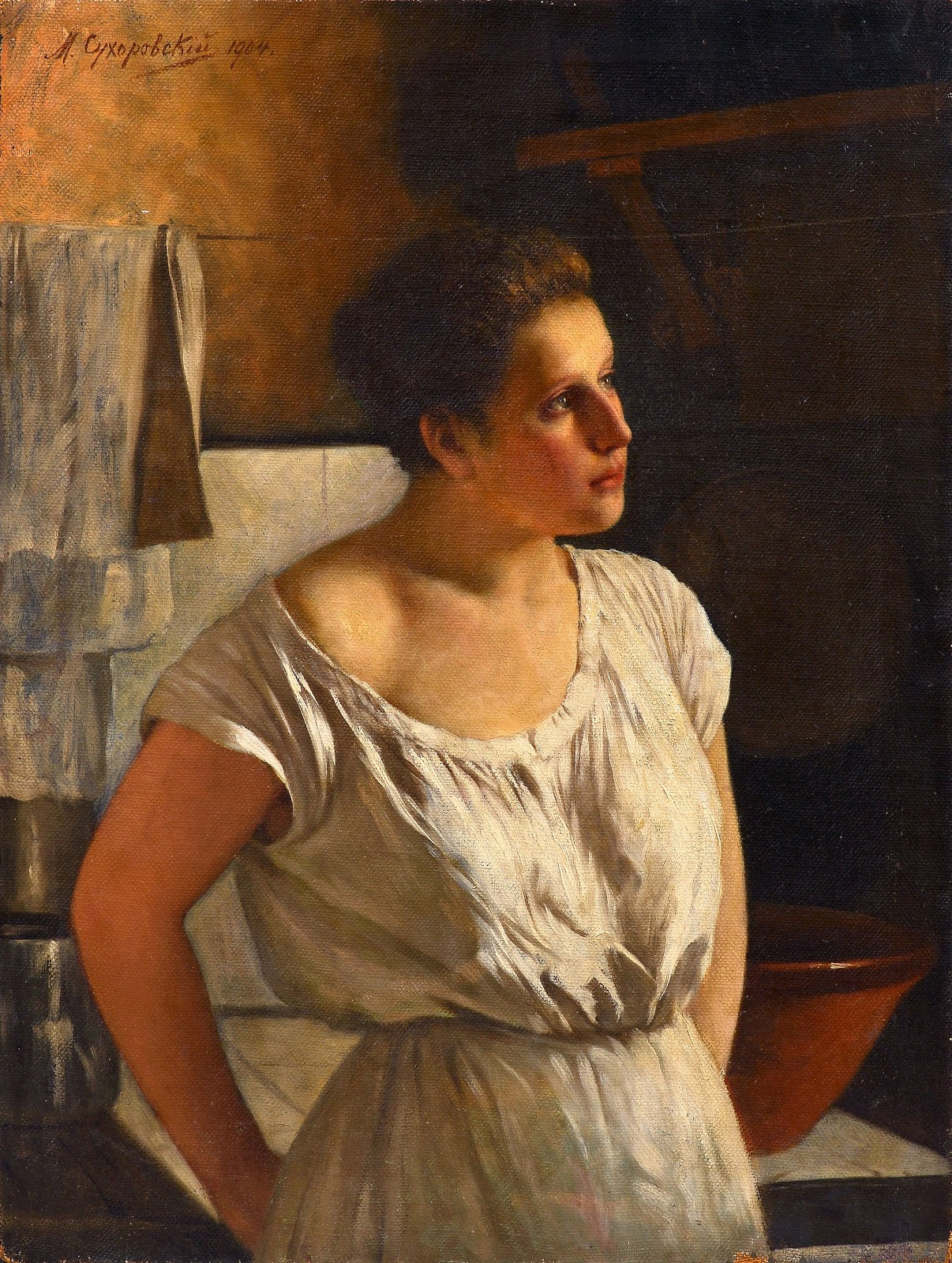
Девушка на кухне (1904)
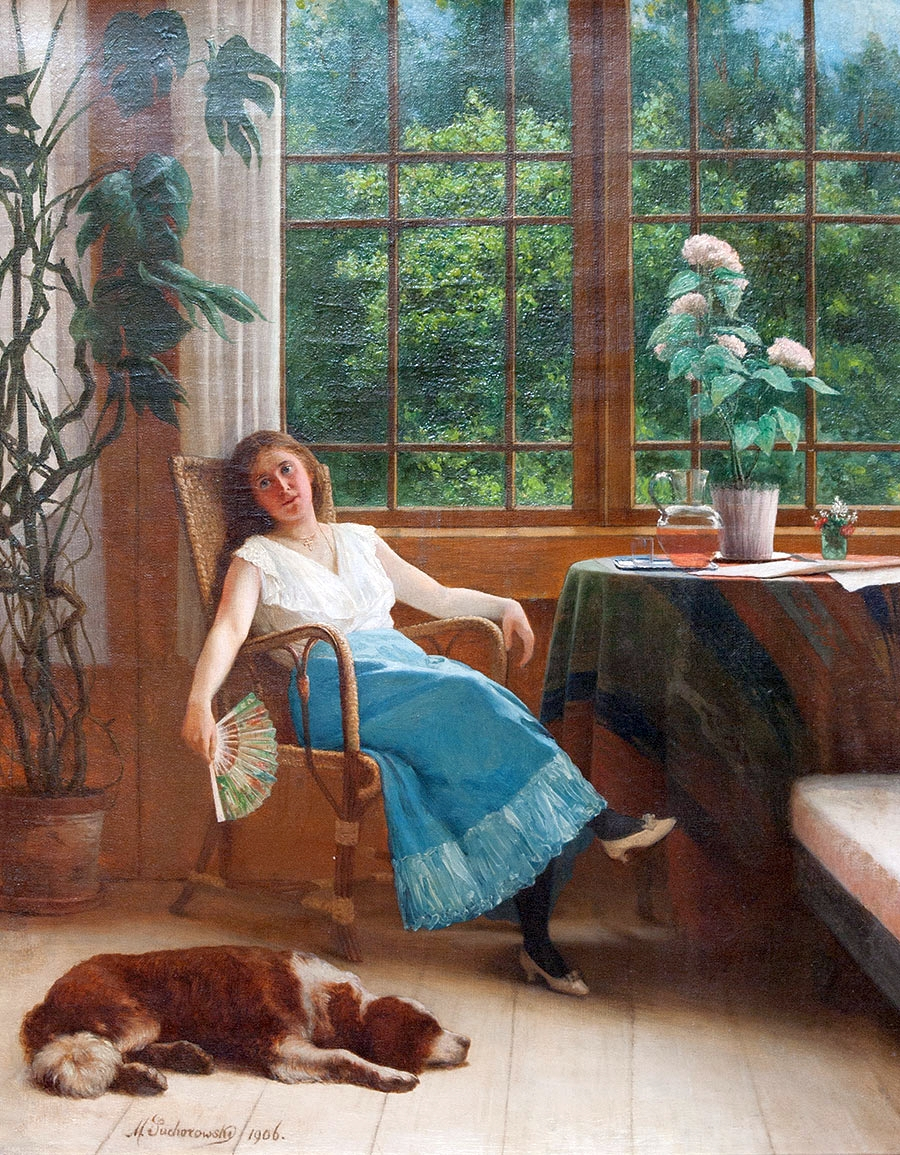
Девушка с веером (1906)
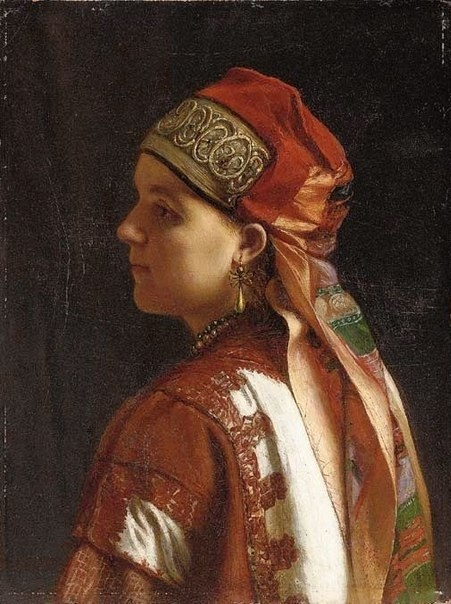
Портрет женщины

## Адреса в Санкт-Петербурге
- 1890-е годы — 9-я линия Васильевского острова, 20 — доходный дом по проекту С. А. Баранкеева[10]

## Семья
Супруга (с августа 1868 года) — Ольга Петровна (урождённая Басина; род. 1840), дочь видного живописца николаевской эпохи, заслуженного профессора Академии художеств Петра Басина. В браке имел сына Владимира (1872 — после 1909), во взрослой жизни — архитектора.